# Портретът на Дориан Грей
„Портретът на Дориан Грей“ (на английски: The Picture of Dorian Gray) е роман от Оскар Уайлд. Той е сред най-популярните произведения на Уайлд и единственият роман в творчеството му. Скандалният роман „Портретът на Дориан Грей" за пръв път достига до читателската аудитория през 1890 г., когато започва публикацията му в американското литературно списание „Lippincott's Monthly Magazine". Макар че става жертва на безпощадна цензура, преди да бъде отпечатано на страниците на списанието, произведението успява да всее смут сред литературните кръгове, дотогава все още сковани от консервативните викториански ценности. Уайлд преработва и разширява изданието. През април 1891 г., редакторски къщи публикуват преработения вариант на „Портретът на Дориан Грей“. Като част от литературата на 19 век, „Портретът на Дориан Грей“ е пример за готически роман със силни теми, интерпретирани от легендарния Фауст.
Емблематичният роман на Оскар Уайлд може да притесни дори и човека на 21 век, за когото скандалното и морално неприемливото са част от ежедневието. Въпреки това по време на четенето гримасите на укор се сменят с други, издаващи интелектуалното удоволствие, което писателският талант и остроумието на Уайлд пораждат. Или безпокойството, което обзема искрения читател, когато признава пред себе си, че пороците на главния (анти)герой са всъщност толкова типични, универсални, обикновени. Дориан Грей е еманация на най-лошото, характерно за човешката природа – суетата, лекомислието, жестокостта, самозабравата и слабостта пред изкушението. В чисто художествен план романът се откроява с блестящия си афористичен стил. Диалозите умело са изградени върху играта на думи, в тях блика жизнерадостно остроумие. Като изявен естет Уайлд смята, че в литературата трябва да има изящество, очарование и най-вече въображение.

## Резюме
Сюжетът е конструиран около Фаустовия мотив – героят жертва душата си в замяна на вечна младост и красота. С годините по съвършения облик на Дориан Грей не се отпечатва нито белег от моралната му деградация. Вместо самия Дориан грозотата и старостта застигат само портрета му, създаден някога, за да увековечи неговата младежка енергия, невинност и изящна красота.

## Сюжет
Внимание:  Текстът по-долу разкрива сюжета на произведението (или части от него)!
„Портретът на Дориан Грей“ започва в един прекрасен летен ден през Викторианската епоха в Англия, където лорд Хенри Уотън, който е своеволен човек, наблюдава чувствителния художник Базил Холуърд докато рисува портрета на Дориан Грей. За Базил този млад мъж е муза. След като се среща с лорд Хенри и изслушва мирогледа му Дориан започва да мисли, че красотата е единственото важно нещо и пожелава белезите от годините и съдбата да се отразяват върху портрета. Така Дориан попада под влиянието на лорд Хенри. Среща актрисата Сибил Вейн(Sibyl Vane), която играе в пиеси на Шекспир. Дориан е очарован от нея, започва да я ухажва, за него тя е префектна и като жена и като актриса, затова ѝ предлага брак. Представя се като Чаровния принц и така тя дори не разбира истинското му име.
Дориан кани Базил и лорд Хенри, за да видят участието на Сибил в Ромео и Жулиета. Нейното единствено познаване на любов е любовта на театъра и тя решава да се откаже от актьорската си кариера, за да изживее истинската любов с Дориан Грей. Под влиянието на лорд Хенри и своите виждания Дориан проумява, че чувствата му към Сибил са били заблуда и всъщност го е привличала само актьорската ѝ игра и без нея тя вече не го интересува. На път за дома си, Дориан забелязва, че портретът се е променил; Желанието му е изпълнено, а мъжът в портрета носи един фин сарказъм на жестокост.
Самотен Дориан решава да се примири и да бъде със Сибил, но е твърде късно, тъй като лорд Хенри го информира, че Сибил се е самоубила. Така той решава да продължи живота си, в който похот и добър външен вид са достатъчни. В следващите осемнадесет години, Дориан експериментира с всеки порок, които се отразява на портрета вместо на него.
Една нощ, преди да замине за Париж, Базил отива в дома на Дориан да го пита дали са истина слуховете за неговия разгулен живот. Дориан не отрича и го отвежда в заключената стая, за да му покаже портрета. В гнева си той го обвинява за своето състояние и го убива. Изгаря вещите му и започва да изнудва свой стар приятел, химикът Алън Кембъл, за да унищожи тялото на Базил с азотна киселина.
Бягайки от вината си Дориан се озовава на място, където е братът на Сибил – Джеймс Вейн, който е обещал да го убие, ако я нарани. Когато той чува някой да се обръща към него с чаровния принц, той се опитва да стреля по него. Но тогава Дориан го заблуждава, че не е възможно той да е мъжът, който търси, тъй като е по-млад. Малко след това една жена разкрива на Джеймс, че това е Дориан Грей, но вече е късно, защото той е избягал.
Дни по-късно, по време на стрелба, един от ловците случайно стреля и убива Джеймс Вейн. На връщане към Лондон, Дориан казва на лорд Хенри, че той ще бъде добър от този момент нататък. Проверява дали и портрета му е променен, но вижда само един по-грозен образ на себе си. От това, Дориан разбира, че истинският му мотив за саможертва и морална реформа е любопитството за нови преживявания.
Решавайки, че само пълни самопризнания ще го освободят от неправомерни действия, Дориан решава да унищожи последния остатък от съвестта си. Разярен, той взема ножа, с който е убил Базил Холуърд, и намушква портрета. С вика от заключена стая слугите на къщата се събуждат. На влизане в заключената стая намират непознат старец, намушкан в сърцето, лицето му е изсъхнало и грохнало. Слугите идентифицират трупа като познават пръстените на господаря си. До него е Портретът на Дориан Грей, който се е върнал към първоначалната си красота.

## Герои
Дориан Грей – красив, нарцистичен млад мъж, омаян от „новия“ хедонизъм на лорд Хенри. Той се отдава на всяко удоволствие (морално и неморално), което в живота в крайна сметка води до смърт.
Базил Холуърд – дълбоко морален човек, художникът на портрета. Заслепен от Дориан, чийто патронаж осъзнава потенциала му като художник. Портретът на Дориан Грей е шедьовър на Базил.
Лорд Хенри „Хари“ Уотън – властен аристократ, който проповядва философията на разгулния живот. Първоначално приятел на Базил, но го пренебрегва заради красотата на Дориан.
Сибил Вейн – талантлива актриса и певица, тя е бедно, красиво момиче, в което Дориан Грей се влюбва. След като се влюбва в него тя вече не намира удоволствие в ролите си и измислената любов в тези пиеси и избира да изживее истинската любов. Самоубива се след като разбира, че Дориан вече не я обича; по това лорд Хенри я оприличава на Офелия, в Хамлет.
Джейм Вейн – брат на Сибил. Моряк, който заминава за Австралия. Той е защитник на сестра си, особено след като вижда, че майка им се интересува само от парите на Дориан. Вярва, че той ще нарани Сибил и си обещава да му отмъсти, ако ѝ се случи нещо. След като тя се самоубива, Джеймс е обсебен от идеята да убие Дориан. Започва да го дебне, но е убит случайно от ловец.
Алън Кембъл – химик, приятел на Дориан в миналото. Дориан го изнудва да унищожи тялото на Базил и да прикрие престъплението му. По-късно Кембъл се самоубива.
Лорд Фермор – чичо на лорд Хенри. Осведомява го за произхода на Дориан Грей.
Виктория Уотън – съпругата на лорд Хенри, която той третира с презрение. Тя го напуска.

## Теми и мотиви

### Естетизъм и двуличие
Най-голямата тема в Портретът на Дориан Грей е естетизъмът и неговата концептуална връзка с двойния живот. Разказът представя естетизма като абсурдна абстракция.
Обществения имидж и социално положение са от значение за Дориан. И все пак, Уайлд подчертава хедонизма на главния герой. Дориан изпитва удоволствие от двойния живот, като присъства на парти само двайсет и четири часа след като извършва убийството. Лицемерието и самодоволството са очевидни. Уайлд смесва образите на човека от висшата класа и по-нисък клас човек в Дориан Грей. Лорд Хенри му казва по-рано, че престъплението се извършва от хора с по-ниска класа. И че за тях престъплението е както изкуството за тях: просто метод за извънредни усещания. Което показва, че Дориан е раздвоен, изискан естет и същевременно престъпник. Това отвежда към темата за двойствеността.

### Функция на двойника
Никой не може да избяга от себе си, това е част от вас, вашата друга и непозната самоличност, вашият Двойник.
Двойникът се промъква тайно в нас, едновременно близък и далечен, той скрива страховете ни зад различни маски и безсрамно започва своята игра, целяща да измести, да замени онази част от нас, която познаваме, частта, която разпознаваме като „себе си“.
В статията си Ужасяващото(1919) Зигмунд Фройд коментира процеса на раздвояването по следния начин:
„...Единият индивид притежава знанията, чувствата и преживяванията на другия, поради което човек се обърква в собствения си Аз или премества чуждия Аз на мястото на собствения, следователно налице е удвояване на Аза, разделение на Аза, заменяне на Аза и накрая постоянно връщане на едно и същото – повторението на същите черти на лицето, на същите характери, съдби, престъпни деяния...“
Постепенно у Аза започва да навлиза една нова инстанция, която има волята да се противопоставя на останалия Аз, служи като самонаблюдение и изпълнява контролираща функция. Двойникът е видян от Фройд като събирателен образ на всички неизползвани възможности, които въображението ни все още иска да запази; всички стремежи на Аза, неуспели да се реализират, сбор от потиснати решения на волята, довели до илюзията за свободна воля. Така съвсем условно бихме могли да кажем, че личността се състои от два субекта и те са странно свързани един с друг, но едновременно с това непрестанно воюват; двете несъвместими начала на цялото. Измерението на двойника, друг източник на изродното има широката употреба като мотив в литературата (и не само), и по-специално за неговата забележителна популярност по времето на романтизма.
Авторите варират (отделно от Хофман) от Шамисо (Петер Шлемил), готическия роман, Андерсен, Ленау, Гьоте, Жан Пол, Хог, Хайне, Мюсе, Мопасан, Уайлд и др., до По (Уилям Уилсън) и Достоевски (Голядкин). Тези разкази демонстрират няколко прости структурни характеристики, които на свой ред могат да произведат редица сложни разклонения, водещи до различни развръзки. Субектът е изправен пред своя двойник, образ на него самия (като процесът бива съпътстван от изчезването на – или смяната с – неговия огледален образ или сянка), и тази разпадаща се реалност на субекта, това разпиляване на неговия свят, поражда непоносима тревожност.
Обикновено единствено субектът може да види своя двойник, който прави така, че появата му да е винаги поверителна или явна само за самия субект. Двойникът продуцира два привидно противоположни ефекта: той урежда нещата така, че да се окажат неблагоприятни за субекта, появява се в най-неподходящия момент, обрича всичко на провал; той също така осъществява скритите или изтласкани желания на субекта и му предоставя възможност да върши нещата така, както никога не би дръзнал – неща, които съвестта му не би позволила да извърши. На финала положението става дотам нетърпимо, че субектът убива своя двойник в едно последно изпитание, без да съзнава, че този двойник е неговата най-съкровена същност. И така, убивайки двойника, той убива себе си. По правило тези разкази имат лош край: моментът на среща с двойника вещае съдбовна гибел; изглежда, че няма изход.

## Препратки към други текстове

### Връзка сФауст
За литературния герой, авторът Оскар Уайлд казва: „Във всеки първи роман героят е създател както Христос или Фауст“.
Както в легендата за Фауст, в Портретът на Дориан Грей е представено едно изкушение (неостаряващата красота) пред главния герой, който се поддава. Във всяка история, главният герой примамва красива жена да го обича, и след това разрушава живота ѝ. В предговора към романа Уайлд казва, че идеята на разказа е „стара в историята на литературата“, но като тематичен обект, към който той е „дал нова форма“. За разлика от Фауст, Дориан не прави сделка с дявола, който е представен от циничния хедонист лорд Хенри, олицетворяващ изкушението, разрушава добродетелта и невинността, които Дориан притежава в началото на историята. Лорд Хенри изглежда не знае за въздействието си върху младия човек; и така лекомислено съветва Дориан, че „единственият начин да се отървеш от изкушението е да му се отдадеш. Тя се съпротивлява, и душата расте с копнеж.“

### Шекспир
Пиесите, в които участва Сибил Вейн са от Шекспир. Обръща се към нея с името на героинята, която играе. По-късно, Dorian говори за живота си, като цитира Хамлет, който подтиква приятелката си (Офелия) към самоубийство.

## История на публикуването
Портретът на Дориан Грей първоначално е бил кратък роман представен от месечното списание Lippincott. През 1889 г., Стодарт, редактор на списанието, отива в Лондон, за да привлече кратки романи, които да публикува в него. На 30 август 1889 г. Стодарт вечерял с Оскар Уайлд, сър Артър Конан Дойл и Т.П. Гийл, като им дава задачата всеки от тях да напише нещо. Уайлд последен праща своето произведение на 7 април 1890, девет месеца след като е изготвил романа си.
Портретът на Дориан Грей е публикуван на 20 юни 1890 г., в юлския брой на месечното списание Lippincott. Британските рецензенти осъждат неморалността на романа и издателската къща оттегля всяко копие от списанието. Романът е разширен с 13 – 20 глави като последната глава в списанието е разделена на две глави. Допълненията на Уайлд са били за „превръщането в реалност на Дориан като герой“ и предоставяне на информация за неговия произход, което прави „психологическия срив по-продължителен и по-убедителен.“

### Предговор
Вследствие на остра критика, текстовите ревизии на Портретът на Дориан Грей включени в предговора, в който Wilde защитава реномето на романа си. За да вникнат в смисъла на романа, в предговора, Уайлд обяснява ролята на художника в обществото, целта на изкуството, както и стойността на красотата.

### Текстови поправки
След първоначалното публикуване в списанието на Портретът на Дориан Грей (1890), Уайлд разширява текста от 13 до 20 глави и замъглява хомоеротичните теми на историята. В романа версията на Портретът на Дориан Грей (1891), глави 3, 5, и от 15 до 18 г.включително, са нови; и глава 13 в списанието е била разделена.

## Основни теми
„Портретът на Дориан Грей“ е скандален роман, разкриваща противоречивата човешка природа и вечните стремежи на човека за безсмъртие, вечна красота и слава. Тези стремежи водят до душевна деградация и обвързват нравствеността във вериги. Идейните внушения на книгата силно напомнят за тези във „Фауст“. Основна в романа е също темата за суетата, лудостта и отчуждението. Повече от век новите поколения читатели продължават да се вълнуват от вечната дилема, поставена от Уайлд в този роман: „Каква полза има човек да спечели целия свят, ако погуби душата си?“ (вж. същите думи на Иисус Христос в Евангелие от Марк 8:36)
Глобални са проблемите засегнати от Уайлд не само житейски, а най-вече философски. С лекота се разкриват пред нас обществените отношения и нрави във викторианска Англия, сложните сблъсъци между предпоставена естетическа тезисност и творческа съвест, така характерни за цялостното дело на този велик писател.
Ключовата фраза на естетизма е „изкуство за самото изкуство“. Творецът се възприема като жрец, който свещенодейства в храма на красотата. Романът не е лишен от викториански мелодраматизъм – в него има отритната любов, самоубийство, убийства, свръхестествени явления. Повествованието се гради върху добре познат мотив – разрухата на душата, сключила договор с дявола. По думите на самия автор тримата герои въплъщават различни черти на характера му – хедонистът Дориан непрестанно търси нови наситени усещания, лорд Хенри е съзерцателят естет, който се опитва да наложи в живота принципите на изкуството, а художникът Базил Холуърд е олицетворение на морала и човешката съвест.
Пуританското викторианско общество реагира на книгата с унищожителна критика. Моралистите отхвърлят творбата като напълно безнравствена и дори в обвинителната реч на процеса срещу писателя години по-късно се цитират дълги пасажи от романа. Уайлд отлично съзнава какво се крие зад фасадата на пуританския морал – лицемерие, тесногръдие и най-вече липса на въображение. Той е дълбоко огорчен и изумен от яростните нападки. Според него поуката на творбата е дори очевадна, защото в края на краищата героят е представен като жертва на погрешна житейска и естетическа философия.
Съвсем различно е отношението към книгата на по-либералния ХХ век. От дистанцията на времето критиците са в състояние да оценят огромния литературен принос на творби като „Странният случай за д-р Джекил и мистър Хайд“ (1886) от Робърт Стивънсън, предизвикала дълбоко възхищение у Уайлд, както и на романа „Портретът на Дориан Грей“. Защото тези произведения за първи път разкриват сложната противоречива човешка природа, в която се крие и тъмна страна. Не след дълго автор като Джозеф Конрад ще надникне в „сърцето на мрака“, необозримата бездна на човешката душа, а темата за раздвоената личност ще стане основна в литературата на ХХ век.
Романът на Уайлд се откроява и като пророчески, защото разкрива скритите пластове в човешката психика, които доста по-късно се формулират научно от психоанализата. Повече от две десетилетия преди Фройд да изложи теорията си за Id, Ego и Superego, тримата герои на Уайлд са ярко олицетворение на различните страни в съзнанието – Дориан въплъщава ирационалното „то“, сферата на скритите импулси и потиснатите желания, лорд Хенри представя рационалния „аз“, а художникът Базил символизира „свръх-аза“, т.е. моралната същност, съвестта на човека.

## Понятието портрет
В романа на Уайлд понятието портрет се отнася преди всичко към конкретна живописна картина, чиито разнородни функции са определящи за повествованието. Появява още в заглавието на романа – Портретът на Дориан Грей, полагайки се чрез този жест като „главното“ на произведението. Насловът има поне два недвусмислени референта: живописният портрет, който Базил Холуърд прави на Дориан Грей, и самата литературна творба. „Портретът на Дориан Грей“ може да се определи, следователно, като словесен повествователен портрет на Дориан Грей, в който главното е портретът.

### Живописният портрет на Дориан Грей и Базил Холуърд
Базил Холуърд е авторът на живописния портрет на Дориан Грей. Успехът на произведението сред първите му зрители – лорд Хенри и Дориан – говори за голямото майсторство на художника. Самият той обаче още по време на работата си върху картината заявява твърдото си нежелание да я излага, породено от страха, че в нея е разкрил безумното си обожание на модела. Художникът обвързва картината с отношението си към модела, и то до такава степен, че жертва собствено художественото ѝ предназначение – участието ѝ в изложби.
Може да се допусне, че Базил Холуърд отнема художествената природа на портрета съзнателно, тъй като сам той отстоява схващането, че художествените произведения трябва да бъдат независими от личния живот на художника. Може би именно заради този вътрешен конфликт, заради съзнанието, че е създал портрет, който не се вписва напълно в собствените му представи за творба на изкуството, отношението му към картината търпи изменения.
Тоталното отъждествяване на портрета с истината в очите на твореца не само изтиква произведението вън от територията на естетиката, а и го натоварва с етически функции, като го превръща в ни повече, ни по-малко от знак на Божието възмездие за идолопоклонството на артиста. В контекста на проследеното отношение на художника към портрета интерпретацията на картината като възмездие може да има и друг смисъл – противното лице на платното може да наказва не прекомерната страст на твореца към модела, а прекомерно малката му страст към изкуството само по себе си, лесното отстъпление от естетическите му принципи.
Мисловният образ на Базил Холуърд за Дориан Грей се оказва неверен. Провалът е неизбежен дори ако се има предвид само, че става въпрос за статичен мисловен образ, който трябва да кореспондира на динамично развиващ се във времето човешки индивид. В този смисъл живописният портрет на героя представя истината за него не само и не толкова защото показва моралното му падение, а защото се променя, и променяйки се, съответства на хода на живота му. Така, настъпилата ужасна промяна на платното може да се тълкува като наказание и за упорития отказ на Базил да прозре и приеме динамиката на човешката природа.

### Живописният портрет на Дориан Грей и лорд Хенри Уотън
Лорд Хенри Уотън е зрител на картината, при това привилегирован, тъй като има възможността да я гледа още преди да е завършена. Портретът предизвиква възторжените му коментари на истински любител на изкуството, както и препоръката му художникът да изложи творбата си в галерия Гроувнър. Той е герой, който оценява естетическите качества на живописното произведение. Наред с това обаче лорд Хенри използва портрета като източник на информация за изобразения непознат и в резултат успява дръзко да го окачестви като безмозъчен красавец. За него красотата не допуска нищо извън себе си, а единственото ѝ предназначение е чисто декоративно – на нея трябва да ѝ се любуват. Така изложеният възглед е очевидно по-адекватен спрямо художествено произведение, отколкото спрямо човешки индивид. И в действителност схващането на лорд Хенри представлява пренос на отношението му към изкуството към изобразения индивид, на отношението му към портрета към портретирания.

### Живописният портрет на Дориан Грей и Дориан Грей
Дориан Грей е моделът на портрета. Във II глава той вижда завършената картина „сякаш виждаше себе си за пръв път“ и осъзнава собствената си красота „като откровение“.
Трансформирането на картината в огледало засяга и функциите ѝ. Портретът служи на героя като незаменим инструмент за саморефлексия, като носител на уникално (само)познание.
Докато обаче нормалната ситуация на наблюдаващия се в огледало човек предполага наличието на един индивид и едно отражение, при Дориан отраженията са две – той разучава портрета си, сравнявайки го с отразения си в истинско огледало образ. Така героят има пред себе си едновременно отражението на душата и отражението на тялото си. Отражението на тялото му показва телесния му портрет, видът, който той има за другите; успоредно с това обаче то е изходната точка, от която се оттласква душата му. Отражението на душата му е от своя страна проекция на мисловния му образ за себе си. Така, изследвайки портрета си, Дориан придобива няколко вида самопознание: какъв е мисловният му образ за себе си в момента на себесъзерцанието, каква е разликата между този мисловен образ и вида, който има за другите; каква е разликата между същия мисловен образ и идентичността му в началото на романа. Промяната в отношението на героя към това самопознание маркира развитието му.

### Живописният портрет на Дориан Грей и читателите
Читателите нямат пряк достъп до живописния портрет на Дориан Грей, те могат единствено да четат за него, но не и да го видят. Живописният портрет, от своя страна, е изобразяван в романа не сам по себе си, а единствено като обект на съзерцание от някой от героите. Единствено като читатели на тези съзерцания, читателите имат достъп до картината, което им дава възможност надредно да наблюдават и анализират значенията ѝ. Провалът на Базил Холуърд, който смята собственото си произведение за истинския Дориан Грей, и на лорд Хенри Уотън, който, обратно, приема Дориан Грей за истински портрет, недвусмислено показва, че всеки опит да се постави знак за равенство между изкуството и живота е обречен. Това са две сфери, в които действат несводими едни до други, изключващи се принципи. Смесването им води до драматични, често фатални последици.
Опосредстваният читателски поглед към „магическото огледало“ откроява следните негови характеристики: то се променя в съответстие с развитието на героя, възпитава и отразява миналото му. Тези характеристики обаче не принадлежат единствено на живописния портрет на Дориан Грей. Романът на Оскар Уайлд също се променя в съответствие с развитието на героя (и на читателя), възпитава – категорично осъжда възприемането на изкуството като живот и обратното – и, бидейки писмен разказ за живота на протагониста, отразява миналото му. В този смисъл, романът, литературният портрет на Дориан Грей се разкрива като единствената равностойна алтернатива на картината.

### Мистър У. Х. като предшественик на Дориан Грей
Новелата „Портретът на мистър У. Х.“ на Оскар Уайлд в светлината на по-късния му роман „Портретът на Дориан Грей“. Съпоставителният прочит е провокиран от тематичната и времева близост между двете произведения.
В „Портретът на мистър У. Х.“ се открива интересна перспектива към „Портретът на Дориан Грей“. В романа не се проблематизира документалната функция на портрета, но въпросът за истинността, за кореспонденцията на портрета с действителността, отново е централен. Също като в новелата и в романа въздействието на портрета не е безобидно; проблемът за интерпретирането на художествените творби изобщо, наред с обратната страна, интерпретирането на живота, е основен и в „Портретът на Дориан Грей“.
При все сходствата, които могат да се открият между Уили Хюз и Дориан Грей, сравнението между двамата откроява една съществената разлика: докато животът на Уили Хюз оставя изцяло благотворна следа, от момента, в който вижда портрета си, Дориан Грей се отдава с все по-голямо безгрижие на всевъзможни пороци, причинява смъртта на трима души и сам завършва живота си със самоубийство. Разликата се дължи на различното отношение на двамата герои към портретите им.
По явна аналогия с Нарцис Дориан Грей вижда отражението на собствената си красота в живописния си портрет, осъзнава я, влюбва се в нея, сключва фаустовски договор, за да я запази; впуска се в порочен живот и накрая по нарцисовски се самоубива. В неговата история Нарцис е необходим за Фауст. В историята на Уили Хюз обаче няма никакви податки юношата с неувяхващата красота да е имал драматични преживявания със собствения си образ. Невидял и непознал образа си, Уили Хюз няма как да следва стъпките на Дориан Грей.
Приликата между Дориан Грей и Сирил Греъм е поразителна. И двамата са женствено
красиви и капризни, и двамата са дендита, и двамата оказват едно и също магнетично въздействие върху по-възрастни от тях мъже, и двамата се самоубиват.

## Екранизации
- The Picture of Dorian Gray / Портретът на Дориан Грей (1945). Държава: САЩ. Режисьор: Албърт Лойн
- The Picture of Dorian Gray / Портретът на Дориан Грей (2005). Държава: САЩ. Режисьор: Дейвид Розенбаум
- Dorian Gray / Дориан Грей (2009). Държава: Великобритания. Режисьор: Оливър Паркър